# Zvolská homole (hrad)
Zvolská homole (též Homole) je pravěké sídliště a zaniklý středověký hrad severozápadně od Zvole v okrese Praha-západ ve Středočeském kraji. Nachází se na ostrožně nad pravým břehem Vltavy v místech, kde ostrožnou vede Jarovský tunel. Lokalita je chráněna jako kulturní památka.

## Historie
Podle archeologického výzkumu z roku 2004 se na ostrožně nacházelo pozdně eneolitické sídliště. Lokalita byla znovu osídlena a snad i opevněna v době bronzové. Atlas pravěkých a raně středověkých hradišť v Čechách však žádné hradiště u Zvole neuvádí. Ve vrcholném středověku byl na místě postaven hrad, o kterém se nedochovaly žádné písemné zprávy.

## Stavební podoba
Ostrožna je od okolního terénu oddělena ve skále vylámaným příkopem, na jehož vnitřní straně je navršen val, který Tomáš Durdík ve svém popisu neuvedl. Podle něj se nad příkopem zdvihá homolovitý útvar, který by mohl být pozůstatkem zaniklé věže. V takovém případě by hrad mohl patřit mezi hrady bergfritového typu, přičemž další zástavba byla nejspíše dřevěná.

## Přístup
Místo s pozůstatky hradu se nachází na území přírodní rezervace Zvolská homole. Je volně přístupné, ale nevede k němu žádná turisticky značená trasa.